# Kumgang

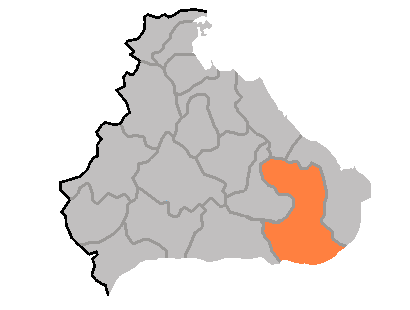

Quận Kumgang (Hán-Việt: Kim Cương) là một quận ở đạo (tỉnh) Kangwon (Giang Nguyên), Bắc Triều Tiên. Kumgang nằm ngày phía bắc của khu phi quân sự Triều Tiên. Quận được lập năm 1952 từ một phần của các quận Hoeyang (Hoài Dương), Yanggu (Dương Khẩu), và Inje (Lân Đề), trong một đợt tổ chức lại chính quyền địa phương. Quận này lấy tên theo núi Kumgang (Kim Cương) nằm một phần ở quận này.
Dãy núi Taebaek (Thái Bạch) chạy qua quận, với đỉnh Pirobong () của núi Kumgang. Khoảng 85% diện tích quận là rừng. Các con suối ở đây có Kumgangchon và Dongkumgangchon.
Kinh tế của quận chủ yếu là nông nghiệp với các nông sản gạo và ngô. Đất canh tác chỉ chiếm 8.5% diện tích huyện.